# ماكيسبورت
ماكيسبورت (بالإنجليزية: McKeesport, Pennsylvania)‏ هي مدينة تقع في مقاطعة أليني (بنسيلفانيا) بولاية بنسيلفانيا في الولايات المتحدة. تبلغ مساحة هذه المدينة (كم²)، بلغ عدد سكانها 19731 نسمة في عام 2010 حسب إحصاء مكتب تعداد الولايات المتحدة.

## الموقع الجغرافي
الموقع الجغرافي للمناطق المحيطة بهذه النقطة هو كالتالي:

## معرض صور

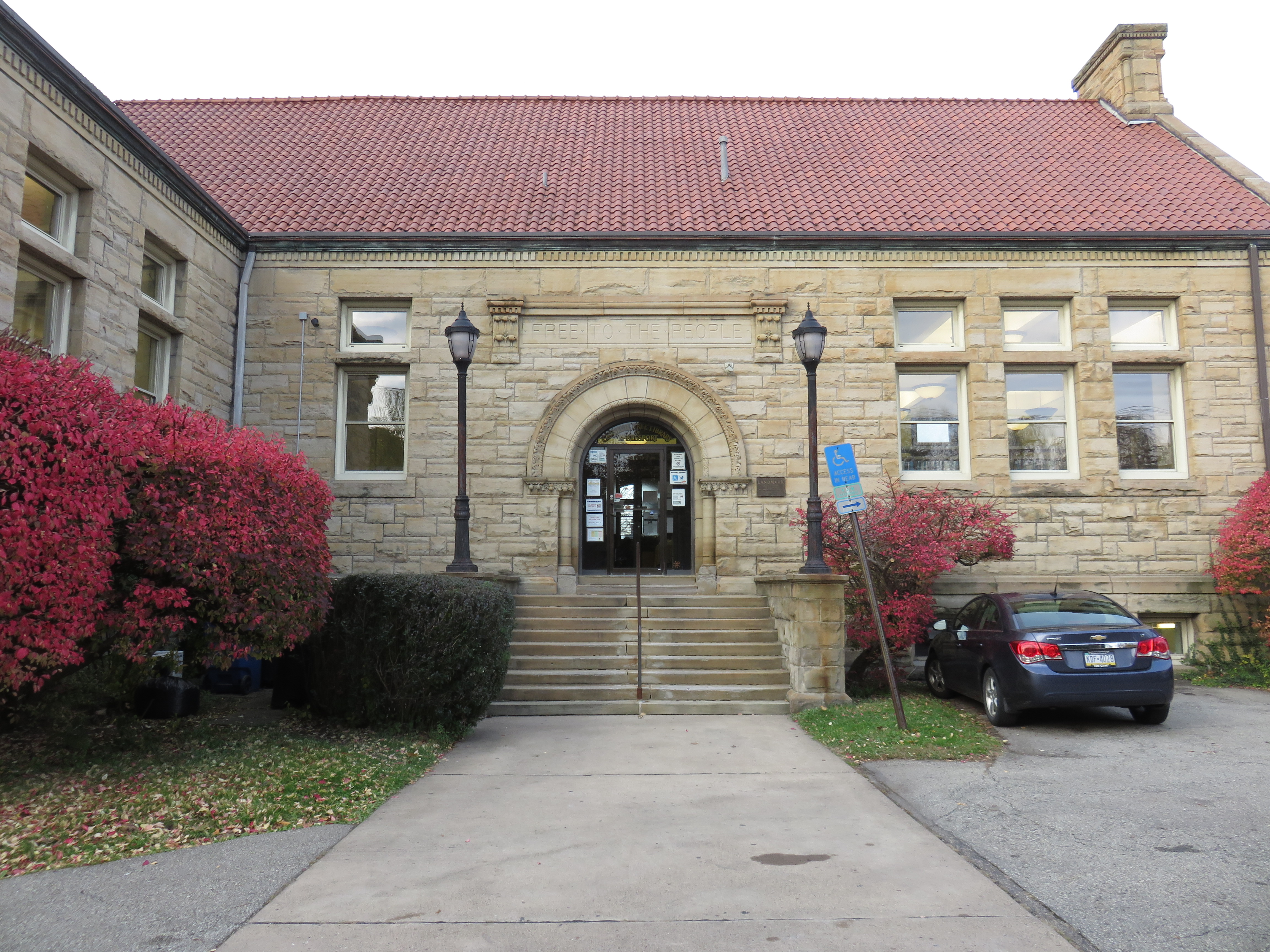
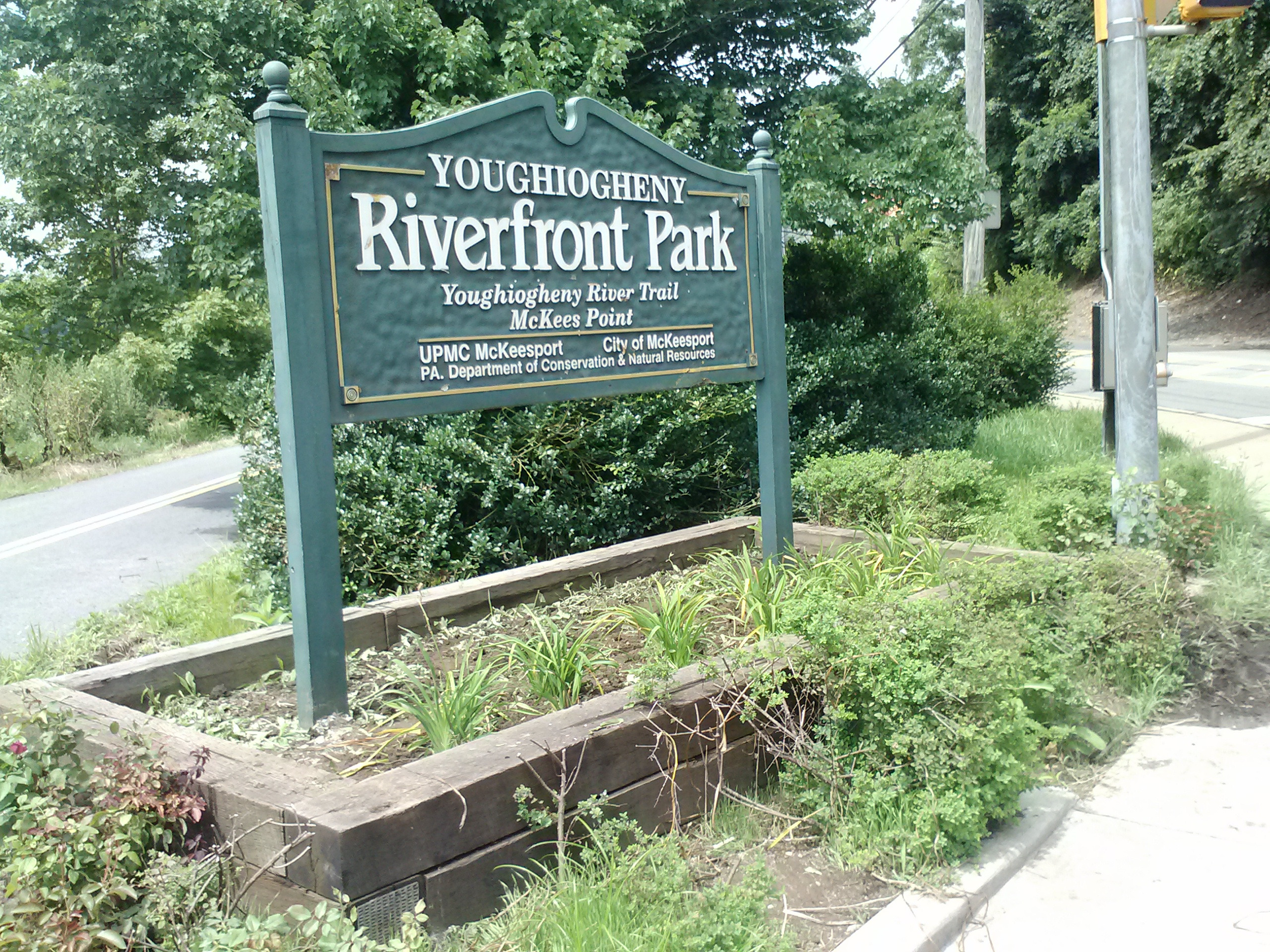
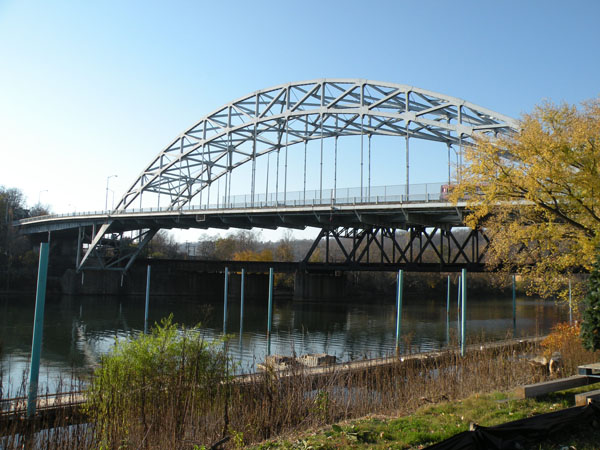

## أعلام
- تشارلز إتش. مور
- جون إي. ماكلولين
- هيزل غارلاند
- ويليام هنري كولمان
- تمارا توين
- سوين كاس
- راسيل غوتز
- فرد هارتمان
- مارك كونيلي

## وصلات خارجية
- www.mckeesport-pa.gov
- The US50 - Cities and Towns in Pennsylvania State

قالب:مدن بنسيلفانيا